# Panamao
Panamao ist eine philippinische Stadtgemeinde in der Provinz Sulu auf der Insel Jolo. Sie hat 40.998 Einwohner (Zensus 1. August 2015).

## Barangays
Panamao ist politisch in 31 Barangays unterteilt.
| - Asin - Bakud - Bangday - Baunoh - Bitanag - Bud Seit - Bulangsi - Datag - Kamalig - Kan Asaali - Kan Ukol | - Kan-Dayok - Kan-Sipat - Kawasan - Kulay-kulay - Lakit - Lower Patibulan - Lunggang - Parang - Pugad Manaul - Puhagan | - Seit Higad - Seit Lake (Pob.) - Su-uh - Tabu Manuk - Tandu-tandu - Tayungan - Tinah - Tubig Gantang - Tubig Jati - Upper Patibulan |